# Platåberget
Platåberget er et fjeld ved Longyearbyen på Spitsbergen, Svalbard. Det ligger ovenfor Svalbard Lufthavn og den ikke længere aktive Mine 3, og afgrænses i østlig retning af Blomsterdalen og i vestlig retning kommer Bjørndalen. Mod syd strækker fjeldet sig ned til foden af Nordenskioldfjellet. Platåberget er domineret af næsten vegetationsfri blokmark, og lav, forskellige mosser og enkelte højere planter kan findes få steder.
Svalbard Satellitstation (SvalSat) har siden 1999 drevet en satellit- og radarstation på Platåberget. De store antenner er ikke synlige fra Longyearbyen eller området omkring lufthavnen, men fra den gamle mineby Moskushamn er der godt udsyn til anlægget. Under etableringen af satellitstationen undersøgte man hele fjeldet for forladte miner, men der dukkede ingen op. 
I 2008 åbnede Svalbard Global Seed Vault et lager inde i fjeldet, hvor de udnytter permafrosten til opbevaring af frø- og plantemateriale.
Om vinteren arrangeres ture på snescootere til toppen af fjeldet, og i sommerperioden er området et populært mål for vandreture.